# Jeff Tesselaar
Jeff Tesselaar, född 3 maj 2003, är en nederländsk friidrottare som tävlar i mångkamp.

## Karriär
Jeff Tesselaar tog silver vid U23-EM 2025 i tiokampen. Han tävlar även i längdhopp där han blivit nederländsk mästare flera gånger.